# Riu Nubra
El riu Nubra és un riu de la vall de Nubra, al Ladakh, Índia. Neix a la glacera Siachen, la segona glacera no polar més llarga del món, i desemboca al riu Shyok, que alhora és afluent de gran riu Indus, després de 80 quilòmetres de recorregut. En antics mapes tibetans era conegut com a Yarma Tsangpo.

## Geografia
La glacera Siachen finalitza a uns 3.570 msnm i s'originen dos corrents d'aigua de fusió proglacial a partir de dues coves de gel. Es fusionen aproximadament un quilòmetre riu avall i es converteix en el riu Nubra. Moltes altres glaceres del Karakoram aporten les seves aigües al Nubra. Després discorre entre la serralada del Karakoram i les muntanyes Saltoro, seguint generalment la direcció sud-est, durant uns 80 quilòmetres abans de la seva confluència amb el riu Shyok, prop de Diskit, formant la vall de Nubra.
Les valls laterals de la vall de Nubra contenen unes 33 glaceres de proporcions variables, i la gran càrrega de sediments transportada pel riu és responsable de molts dipòsits glaciofluvials, com ara canals trenats, sandurs i ventalls al·luvials. La vall ha estat formada per antigues glaceres, retirades fa temps, amb una elevació mitjana de 4.000 metres sobre el nivell del mar. La zona té un clima molt àrid, i la manca de precipitacions i l'elevada alçada fa que els trams alts de la vall estiguin pràcticament desproveïts de vegetació. En la seva unió amb el Shyok les planes sorrenques presenten clapes de Tamarix i Miricaria. Hi ha petits pobles al peu de barrancs, on creixen àlbers i salzes. Petits camps de pastura s'han tancat i es conreen arbres fruiters.

## Conflicte de Siachen
El riu va ser navegat en rafting el 1978 per un equip indoalemany sota el lideratge de Narendra Kumar. Els mapes utilitzats pels alemanys van portar als indis a planificar una expedició de reconeixement d'alpinisme posterior de la regió; que a la vegada va portar a l'operació Meghdoot.

### Crisi ecològica
La glacera Siachen, la font del riu Nubra, ha estat durant molt de temps l'escenari de conflictes entre l'Índia i el Pakistan, i s'ha anomenat el camp de batalla més alt del món. Els 20.000 soldats estacionats a la glacera produeixen molts residus, el 40% dels quals són plàstics i metalls. Aquests residus, inclosos vehicles irreparables, restes de guerra, paracaigudes, pots, roba i residus humans, simplement s'aboquen a les esquerdes de la glacera. Sense biodegradació natural, el gel està permanentment contaminat per toxines com el cobalt, el cadmi i el crom. El rentat del vestuari de guerra a les aigües termals que hi ha prop del camp base indi també contamina el riu. Les toxines arribaran finalment al riu Indus, amb milions d'usuaris aigües avall potencialment afectats.